# پاولتون (کالیفرنیا)
پاولتون (به انگلیسی: Powellton) یک منطقهٔ مسکونی در ایالات متحده آمریکا است که در شهرستان بیوت، کالیفرنیا قرار دارد. پاولتون ۱٬۱۰۴ متر بالاتر از سطح دریا واقع شده‌است.